# دان هندركس
دان هندريكس (مواليد 1994/1995 (العمر 29–30) ) هو باحث أمريكي في مجال تعلّم الآلة. يشغل دان منصب مدير مركز سلامة الذكاء الاصطناعي، والمركز منظمة غير ربحية مقرها في سان فرانسيسكو، كاليفورنيا.

## النشأة والتعليم
نشأ هندريكس في أسرة مسيحية إنجيلية في مارشفيلد، ميسوري.   حصل على درجة البكالوريوس من جامعة شيكاغو عام 2018 ودرجة الدكتوراة من جامعة كاليفورنيا، بيركلي في علوم الكمبيوتر في عام 2022. 

## المهنة والأبحاث
تركز أبحاث هندريكس على مواضيع تشمل سلامة الذكاء الاصطناعي، وأخلاقيات الآلة، والمتانة.
يعزو تركيزه المهني على سلامة الذكاء الاصطناعي إلى مشاركته في برنامج 80,000 ساعة المرتبط بحركة الإيثار الفعال (EA)، على الرغم من نفيه كونه مدافعًا عن الإيثار الفعال. 
هندريكس هو المؤلف الرئيسي لورقة البحث التي قدمت دالة التفعيل GELU في عام 2016،  وورقة البحث التي قدمت معيار نموذج اللغة MMLU (فهم اللغة متعدد المهام الضخم) في عام 2020.  
في فبراير 2022، شارك هندريكس في تأليف توصيات للمعهد الوطني الأمريكي للمعايير والتكنولوجيا (NIST) لإبلاغ إدارة المخاطر الناجمة عن الذكاء الاصطناعي. 
في سبتمبر 2022، كتب هندريكس ورقة بحثية توفر إطارًا لتحليل تأثير أبحاث الذكاء الاصطناعي على المخاطر المجتمعية.   نشر لاحقًا ورقة بحثية في مارس 2023 تبحث في كيفية تأثير الاختيار الطبيعي والضغوط التنافسية على أهداف الوكلاء الاصطناعيين.    تبع ذلك "نظرة عامة على مخاطر الذكاء الاصطناعي الكارثية"، والتي تناقش أربع فئات من المخاطر: الاستخدام الخبيث، وديناميكيات سباق الذكاء الاصطناعي، والمخاطر التنظيمية، ووكلاء الذكاء الاصطناعي المارقون.  
هندريكس هو مستشار السلامة في شركة إكس أيه آي، وهي شركة ناشئة في مجال الذكاء الاصطناعي أسسها إيلون ماسك عام 2023. لتجنب أي تضارب محتمل في المصالح، فإنه يتلقى راتبًا رمزيًا قدره دولار واحد ولا يملك أية أسهم في الشركة.   في نوفمبر 2024، انضم أيضًا إلى شركة سكيل أيه آي بصفة مستشار يتقاضى راتبًا قدره دولار واحد.  هندريكس هو مبتكر الاختبار الأخير للبشرية، وهو معيار لتقييم قدرات النماذج اللغوية الكبيرة، وقد طوّره بالتعاون مع Scale AI.  
عام 2024، نشر هندريكس كتابًا من 568 صفحة بعنوان "مقدمة إلى سلامة الذكاء الاصطناعي وأخلاقياته والمجتمع" استنادًا إلى البرامج التعليمية التي طورها سابقًا. 

## منشورات مختارة
- Hendrycks، Dan؛ Gimpel، Kevin (8 يوليو 2020). "Gaussian Error Linear Units (GELUs)". arXiv:1606.08415 [cs.LG].
- Hendrycks، Dan؛ Gimpel، Kevin (3 أكتوبر 2018). "A Baseline for Detecting Misclassified and Out-of-Distribution Examples in Neural Networks". International Conference on Learning Representations 2017. arXiv:1610.02136.
- Hendrycks، Dan؛ Mazeika، Mantas؛ Dietterich، Thomas (28 يناير 2019). "Deep Anomaly Detection with Outlier Exposure". International Conference on Learning Representations 2019. arXiv:1812.04606.
- Hendrycks، Dan؛ Mazeika، Mantas؛ Zou، Andy (25 أكتوبر 2021). "What Would Jiminy Cricket Do? Towards Agents That Behave Morally". Conference on Neural Information Processing Systems 2021. arXiv:2110.13136.